# Beau Snellink
Beau Snellink (Leiden, 14 de mayo de 2001) es un deportista neerlandés que compite en patinaje de velocidad sobre hielo.
Ganó cuatro medallas en el Campeonato Mundial de Patinaje de Velocidad sobre Hielo en Distancia Individual entre los años 2021 y 2025, y una medalla de bronce en el Campeonato Europeo de Patinaje de Velocidad sobre Hielo de 2025.

## Palmarés internacional
| Campeonato Mundial en Distancia Individual | Campeonato Mundial en Distancia Individual | Campeonato Mundial en Distancia Individual | Campeonato Mundial en Distancia Individual |
| Año                                        | Lugar                                      | Medalla                                    | Prueba                                     |
| ------------------------------------------ | ------------------------------------------ | ------------------------------------------ | ------------------------------------------ |
| 2021                                       | Heerenveen (Países Bajos)                  | Medalla de oro                             | Persecución por equipos                    |
| 2023                                       | Heerenveen (Países Bajos)                  | Medalla de oro                             | Persecución por equipos                    |
| 2025                                       | Hamar (Noruega)                            | Medalla de plata                           | 5000 m                                     |
| 2025                                       | Hamar (Noruega)                            | Medalla de bronce                          | Persecución por equipos                    |
| Campeonato Europeo                         |                                            |                                            |                                            |
| Año                                        | Lugar                                      | Medalla                                    | Prueba                                     |
| 2025                                       | Heerenveen (Países Bajos)                  | Medalla de bronce                          | Clasificación general                      |